# کبوتر میوه‌خوار تانا
کبوتر میوه‌خوار تانا (نام علمی: Ptilinopus tannensis) نام یک گونه از سرده کبوتر میوه‌خوار است.